# Parti de tous
Le Parti de tous (みんなの党, Minna no tō, littéralement « le parti de tous » ; parfois traduit « votre parti ») était un parti politique japonais fondé le 8 août 2009 par Yoshimi Watanabe, après la dissolution de la Chambre des représentants par le Premier ministre Tarō Asō en vue des élections législatives de 2009.

## Histoire

### Formation
Le parti est fondé le 8 août 2009 par Yoshimi Watanabe. Ancien ministre d'État chargé des Réformes règlementaires puis des Services financiers et de la Réforme administrative sous les cabinets Abe et Fukuda, il avait quitté le PLD en janvier 2009 pour critiquer la direction du mouvement par Tarō Asō auquel il reproche surtout de ne pas assez lutter contre le poids de la bureaucratie. Après la dissolution par Asō de la Chambre des représentants, il crée donc sa propre formation politique en étant rejoint par quatre autres parlementaires, pour la plupart issus de la préfecture de Kanagawa :
- trois autres députés, dont deux « Enfants de Koizumi » (小泉 チルドレン, Koizumi chirudoren?) dissidents du PLD et un indépendant :
  - Kōichi Yamauchi, lui aussi dissident du PLD, un des jeunes (36 ans) « Enfants de Koizumi » (小泉 チルドレン, Koizumi chirudoren?), élu en 2005 pour le 9e district de Kanagawa. Il avait notamment dénoncé sur son blog politique le 14 juillet 2009 que : « Au sein du PLD, le groupe en faveur d'une réforme structurelle, qui veut construire un bon gouvernement confiant au secteur privé ce dont le secteur privé peut s'occuper, démolissant les corporations administratives, réduisant le nombre de bureaucrates et éliminant les gaspillages gouvernementaux, est devenu un groupe minoritaire avant que l'on ne se rende compte »[2],[3].
  - Motoko Hirotsu, une des « Femmes ninjas » (くノ一, Kunoichi?) avancées en 2005 pour contrer les « rebelles postaux » (opposants à la privatisation de la poste) du PLD dans leurs circonscriptions locales (pour sa part Kōsuke Hori dans le 3e district de Saga[4] qu'elle ne réussit pas à battre, étant élue à la proportionnelle). Elle a quitté le PLD après que celui-ci ne lui eut pas renouvelé son investiture pour le 3e district de Saga en vue des législatives du 30 août 2009[5].
  - l'indépendant Kenji Eda, élu pour le 8e district de Kanagawa de 2002 à 2003 et depuis 2005, lui-même ancien haut fonctionnaire mais partisan de longue date d'une « rationalisation » du gouvernement central et un opposant à la pratique de l’amakudari ou « pantouflage » des bureaucrates à la retraite. Dès la démission de Yoshimi Watanabe du PLD, il l'a rejoint pour créer dès le 16 janvier 2009 un groupe de réflexion qui a servi de base à la création de Votre Parti[6].
- un conseiller, Kei'ichirō Asao, élu depuis 1998 pour la préfecture de Kanagawa sous les couleurs Parti démocrate du Japon (PDJ) qu'il a décidé de quitter le 24 juillet 2009 pour se présenter contre le candidat officiel de ce parti dans le 4e district de Kanagawa aux législatives du 30 août. Il reprochait notamment au programme démocrate d'être trop « électoraliste », pas assez différent de celui du PLD et trop coûteux en matière de hausse des dépenses de la sécurité sociale sans trouver de nouvelles sources de financement. Il reconnait toutefois vouloir voter pour Yukio Hatoyama comme futur Premier ministre[7].

Le parti est également rejoint à sa création par un ancien député, Kō Tanaka, représentant du 5e district de Chiba et ancien du PLD jusqu'en 1993, du Nouveau Parti pionnier de 1993 à 1996 et finalement du PDJ de 1996 à 2001. Il avait fini par quitter ce dernier, lui reprochant d'être trop lié aux syndicats, et fonde un petit parti baptisé Takeru qui n'eut que deux parlementaires jusqu'en 2003 puis plus aucun élu jusqu'à sa dissolution en juillet 2009. Il a continué toutefois à entretenir de fortes relations avec plusieurs personnalités se présentant comme indépendantes, notamment l'ancienne ministre des Affaires étrangères du début du gouvernement de Jun'ichirō Koizumi, la très populaire Makiko Tanaka réélue comme indépendante en 2003 et 2005 et ayant rejoint le PDJ en 2009. Le programme de Takeru incluait la suppression de tous les organismes publics gouvernementaux, l'arrêt de toute nouvelle construction d'autoroutes et la création d'une nouvelle Constitution.

### Élections législatives de 2009
Il présente 13 candidats et en soutient deux autres déclarés comme indépendants pour les élections législatives, en considérant comme improbable une éventuelle collaboration avec le PLD après le scrutin tout en estimant possible de le faire avec le PDJ. Il réalise un bon score pour une formation politique tout juste créée, avec 615 244 voix (0,87 % des suffrages) et deux députés sur 300 (Watanabe, réélu triomphalement avec 95,3 % des suffrages exprimés dans sa 3e circonscription de Tochigi en n'ayant eu face à lui que le candidat d'un petit parti, et Kenji Eda, reconduit avec 49,1 % contre ses adversaires libéraux-démocrates et démocrates) au scrutin uninominal majoritaire à un tour, mais surtout 3 005 199 votes (4,27 %), soit pratiquement autant que le Parti social-démocrate, et 3 élus sur 180 (Yamauchi, dans le Nord Kantō, et Asao, dans le Sud Kantō, à quoi s'ajoute le nouveau venu Mito Kakizawa, ancien élu préfectoral démocrate de Tōkyō de 38 ans et fils de l'ancien ministre des affaires étrangères du gouvernement anti-PLD de Tsutomu Hata en 1994 Kōji Kakizawa, dans le bloc proportionnel de la capitale). Il réalise notamment ses résultats les plus importants dans les trois blocs correspondant à la région du Grand Tōkyō : ses listes se positionnent en quatrième position, derrière celles du PDJ, du PLD et du Nouveau Kōmeitō, dans le Nord Kantō (597 025 voix et 7,93 %, 1 élu sur les 2 de la liste et sur les 20 sièges à pourvoir) et le Sud Kantō (605 358 voix et 7,04 %, 1 élu sur les 6 de la liste et les 22 sièges à pourvoir).

### En vue des élections à la Chambre haute de 2010
Le 16 septembre 2009, les cinq députés de Votre Parti votent en faveur de Yukio Hatoyama pour être Premier ministre mais, dès le lendemain, ils s'opposent à l'élection de Muneo Suzuki, président et unique élu du Nouveau parti Daichi (NPD) qui avait dû démissionner du PLD et de la Chambre des représentants en 2002 à la suite d'un scandale de corruption, à la présidence de la commission des Affaires étrangères. Votre Parti passe ainsi dans l'opposition. Le 1er décembre 2010, le conseiller pour la préfecture de Tōkyō Ryūhei Kawada, élu en 2007 avec le soutien de plusieurs formations écologistes et qui s'était fait connaître dans les années 1990 comme l'une des victimes hémophiles ayant contracté le VIH dans le cadre du scandale du sang contaminé, rejoint le parti. C'est le cas également en janvier 2010 de Jirō Ono, député PLD et un autre « enfant de Koizumi » élu en 2005 - il était alors l'« Assassin » (刺客, Shikyaku) chargé de déloger dans le 3e district de Yamanashi le rebelle postal Takeshi Hosaka, mais il ne fut élu alors qu'à la proportionnelle - mais battu en 2009. Il est décidé lors de son ralliement à Votre Parti qu'il fera partie de sa liste à la proportionnelle nationale pour le renouvellement de la moitié de la Chambre des conseillers devant se tenir en juillet 2010. Un sondage réalisé les 26 et 27 janvier 2010 par le Nikkei Shimbun et TV Tōkyō place d'ailleurs le mouvement en troisième position des intentions de vote pour ce scrutin, à 5 % soit 3 points de plus en un mois, loin derrière le PDJ (42 %) et le PLD (24 %), mais pour la première fois devant le PCJ et le Nouveau Kōmeitō.

### Scission de 2013 et démission de Watanabe en 2014
Une importante scission de 9 représentants et 6 conseillers, emmenés par le secrétaire général Kenji Eda, provoquent la création du Parti de l'unité en 2013, à la suite d'un désaccord avec Yoshimi Watanabe sur la stratégie politique (les dissidents défendant une ligne d'opposition ferme à l'égard du gouvernement de Shinzō Abe, quand Watanabe veut le soutenir sur certains points notamment en matière de défense ou de relance du nucléaire civil). Le parti est davantage fragilisé par la démission le 7 avril 2014 de son président fondateur Yoshimi Watanabe, celui-ci ayant admis avoir contracté deux prêts non déclarés en période électorale. Il est remplacé à la tête du parti le 11 avril 2014 par Kei'ichirō Asao, secrétaire général depuis la défection de Kenji Eda. Le parti s'autodissout le 28 novembre 2014.

## Direction
- Président : Kei'ichirō Asao
- Secrétaire général : Ken'ichi Mizuno
- Président du Comité de recherche politique : Kenji Nakanishi
- Président du Conseil des Affaires de la Diète et du groupe à la Chambre des représentants : Kōichi Yamauchi
- Président du Groupe à la Chambre des conseillers : Kōta Matsuda